# 美利坚号两栖攻击舰
美利坚号两栖攻击舰（USS America LHA-6）是一艘美國海軍新造的直昇機登陸突擊艦（Landing Helicopter Assault, LHA），除了是美利堅級兩棲突擊艦的首舰外，也是第四艘以“美利坚”为名的美国军舰。新艦於2014年服役，用来替代塔拉瓦级佩莱利乌号两栖攻击舰（LHA-5）。它的设计根基于马金岛号（LHD-8），但没有设置坞舱，而且医疗区更小，以便为航空设施让出空间。排水量45,000吨，与其他国家的中型航空母艦排水量相当。执行攻击任务时，可配置25架F-35B战斗机。
美國海軍2019年5月1日在一份聲明中表示，為了加強在亞太地區的火力，正派遣美利堅號前往太平洋。2019年10月在東太平洋進行例行訓練時，搭載F-35B閃電戰機13架，並測試「閃電航母」（Lightning Carrier）的功能。

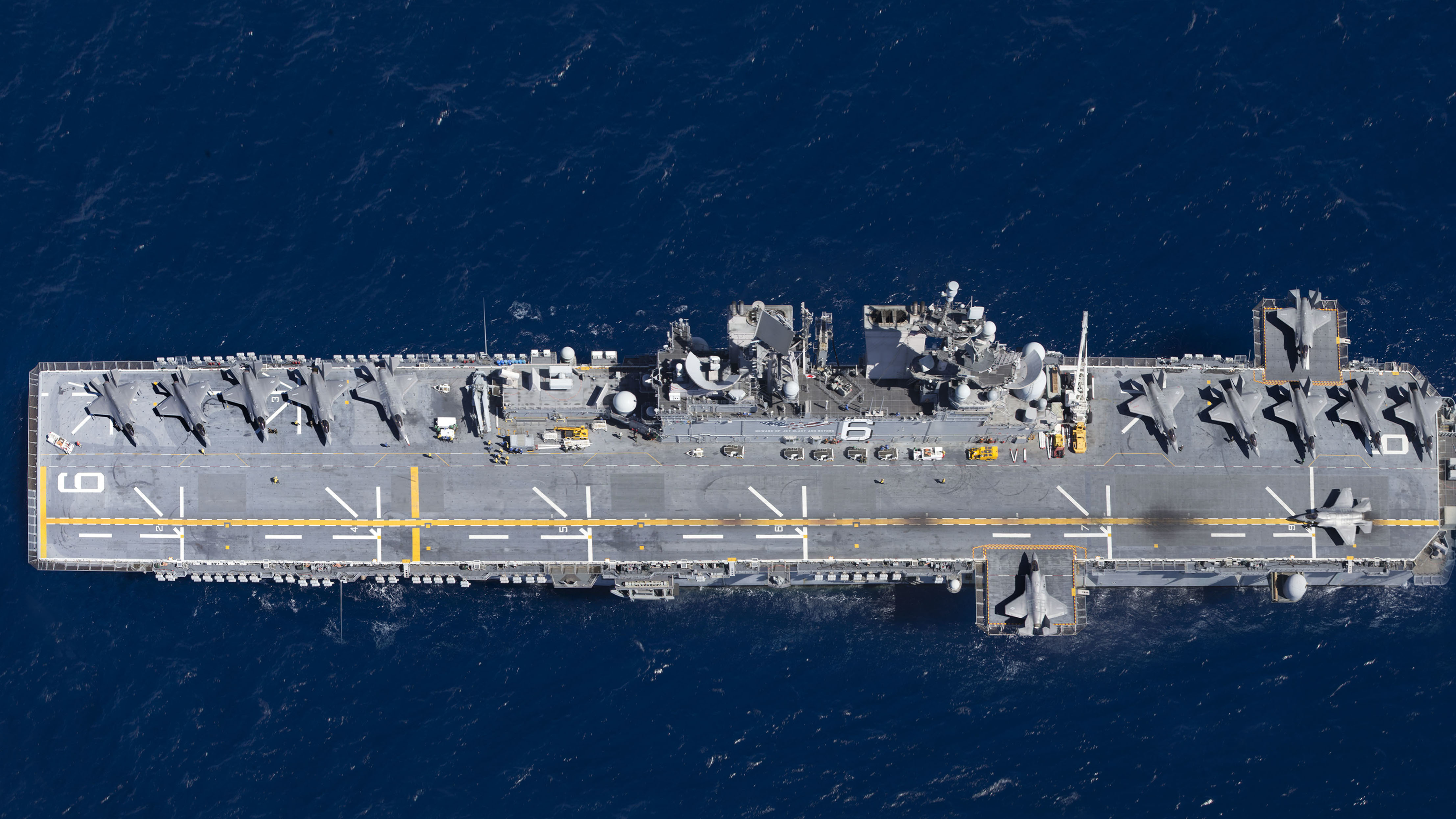
2019年10月在東太平洋進行例行訓練中，美利堅號首次搭載13架F-35B進行實戰部署，確認了從兩棲突擊艦轉換成「閃電航母」的能力。

## 设计
美利坚号两栖攻击舰的设计基于黄蜂级两栖攻击舰的改进版本马金岛号两栖攻击舰，其Flight 0阶段的设计有大约45%是基于LHD-8的，移除了坞舱以容纳更多的飞机和航空燃料。移除登陆艇用坞舱空出了有两个更宽高湾区域（high bay areas）的扩展机库甲板，每个区域配备了一个飞机维修桥式起重机。
这些改变都是为了F-35B和MV-22。典型的飞机配置是12架MV-22B“鱼鹰”运输机，6架可短距起降的F-35B“闪电II”战斗机，4架CH-53K“超级种马”重型运输直升机，7架AH-1Z“超級眼镜蛇”／UH-1Y“毒液”武装直升机和2架MH-60S“海鹰”来提供空-海救援。具体的飞机配置可随任务不同而改变， 它可以搭载20架F-35B和2架MH-60S以轻型航母的身份参与战斗。
其他增强功能包括可重新配置的指令和复杂控制，舰载医院，携带额外航空燃料的能力，以及众多的航空支撑位。

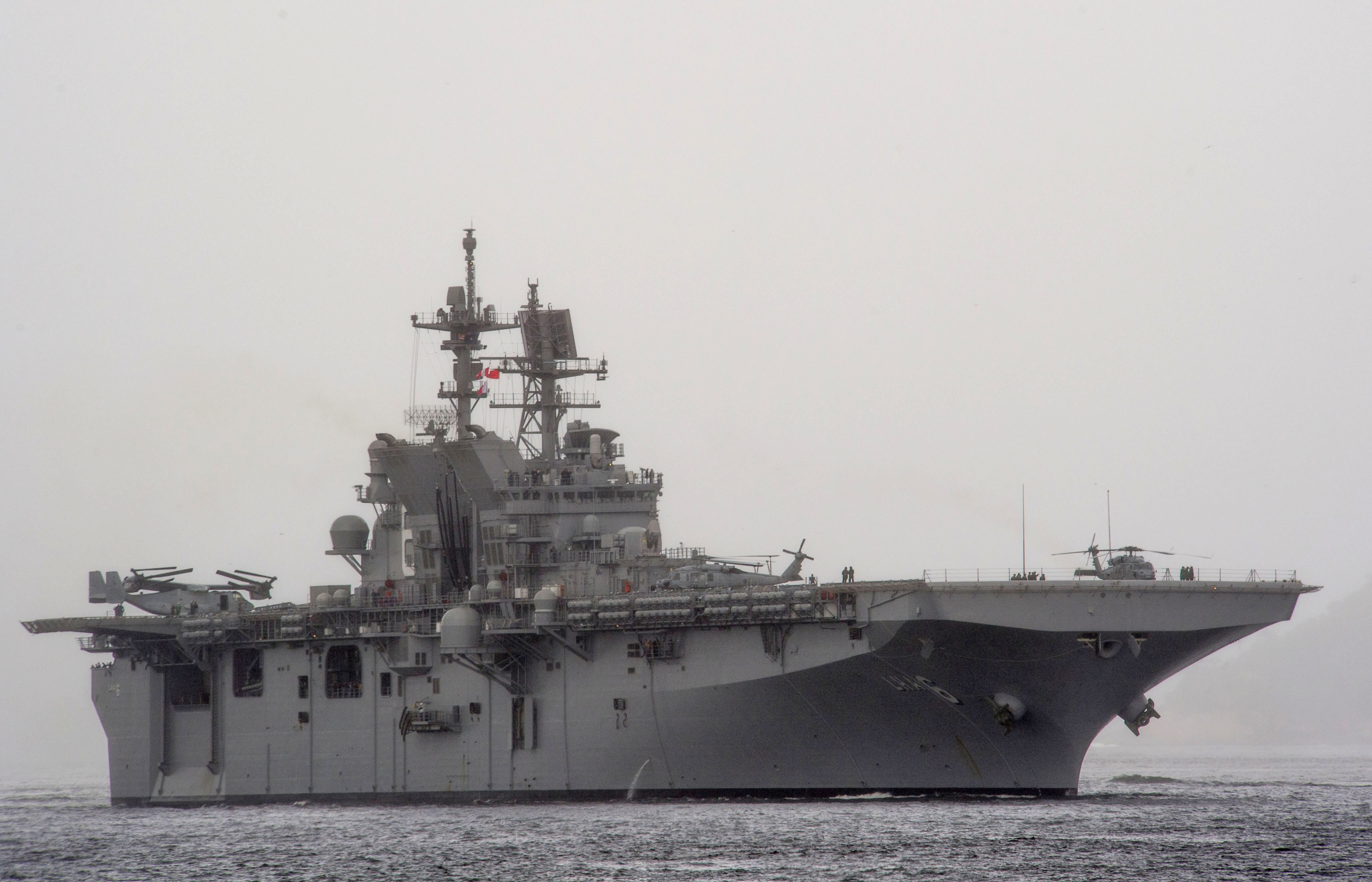
美利堅號，2014年8月于里约热内卢
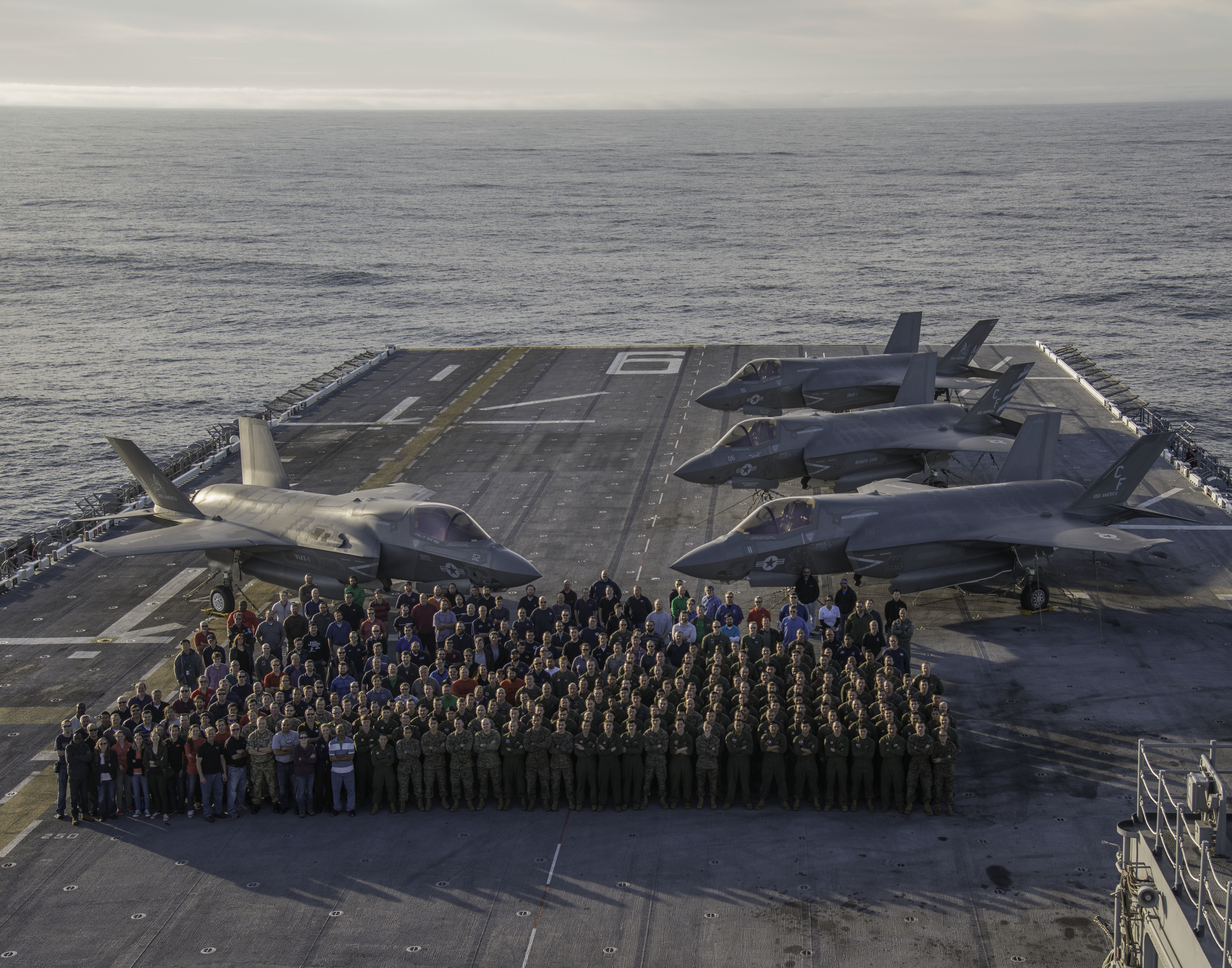
飛行甲板
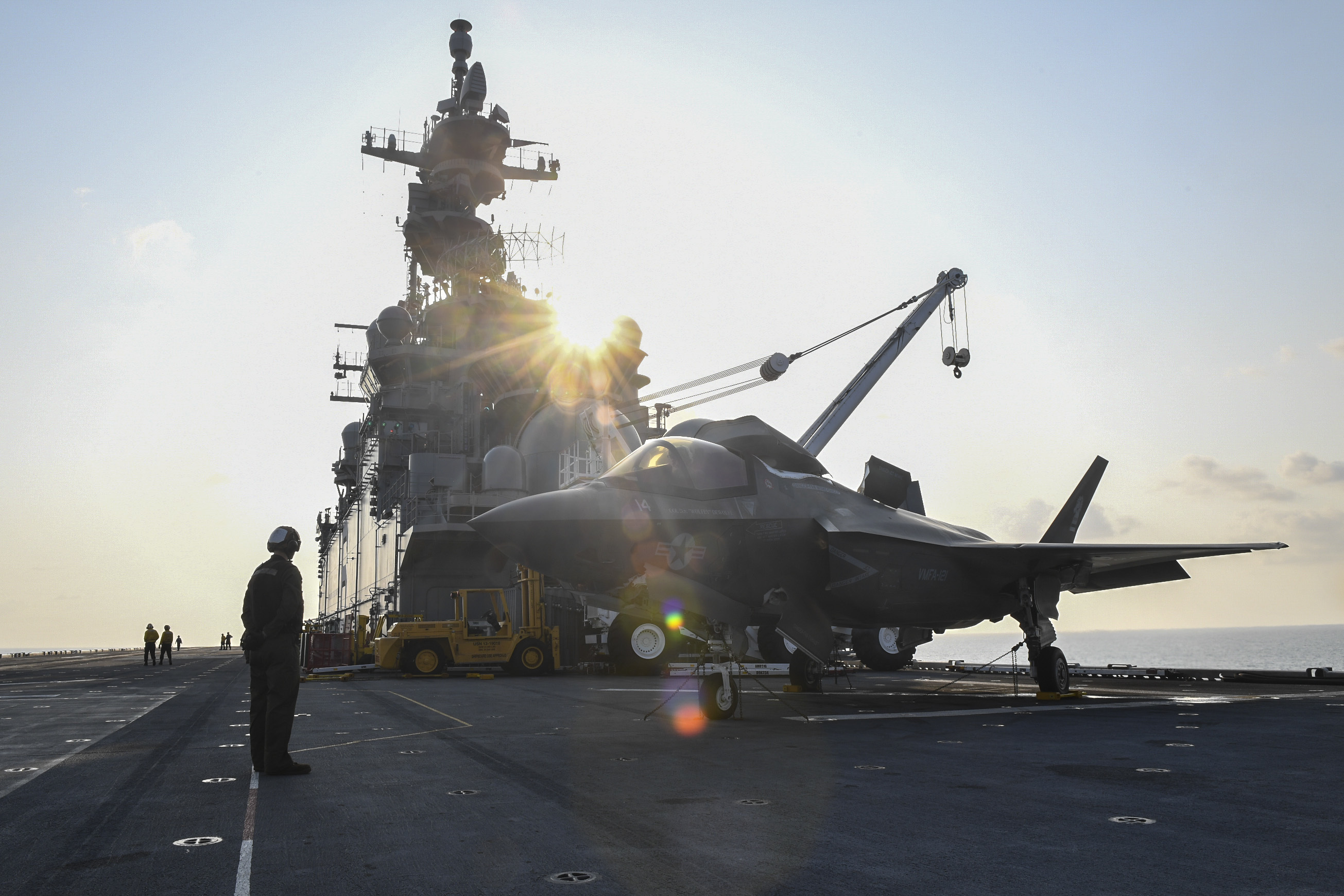
飛行甲板上的F-35B
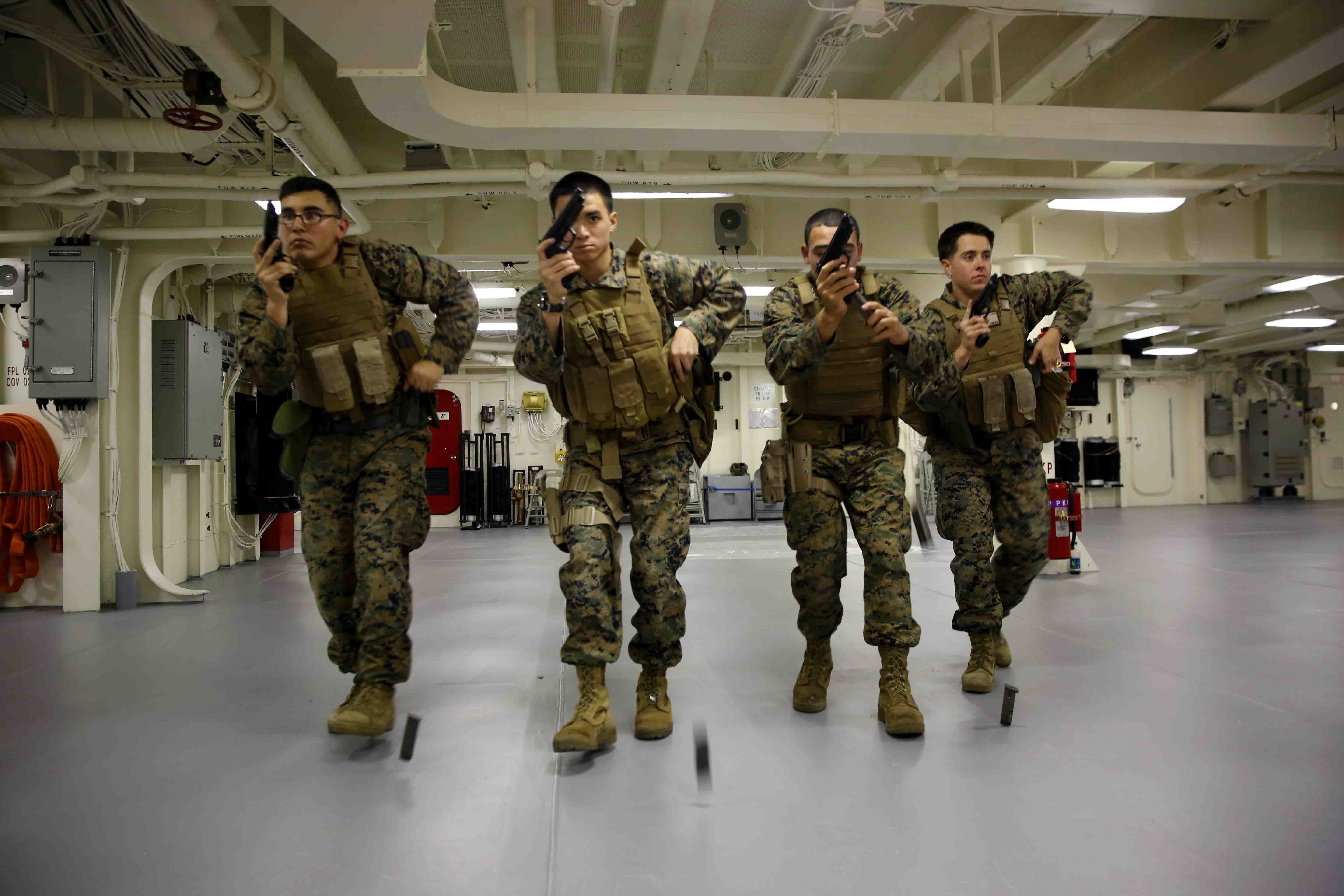
艙內海軍陸戰隊員
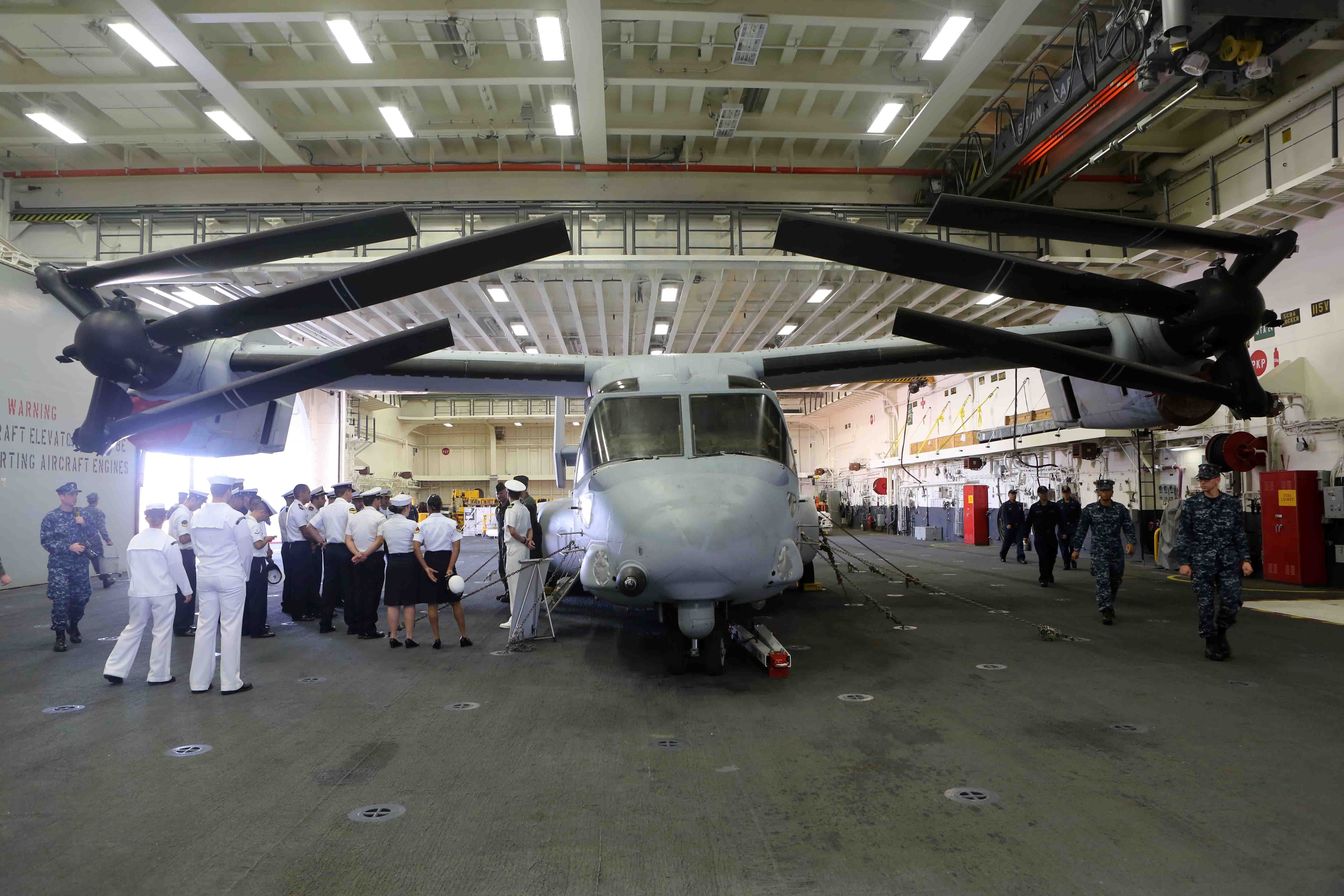
機庫
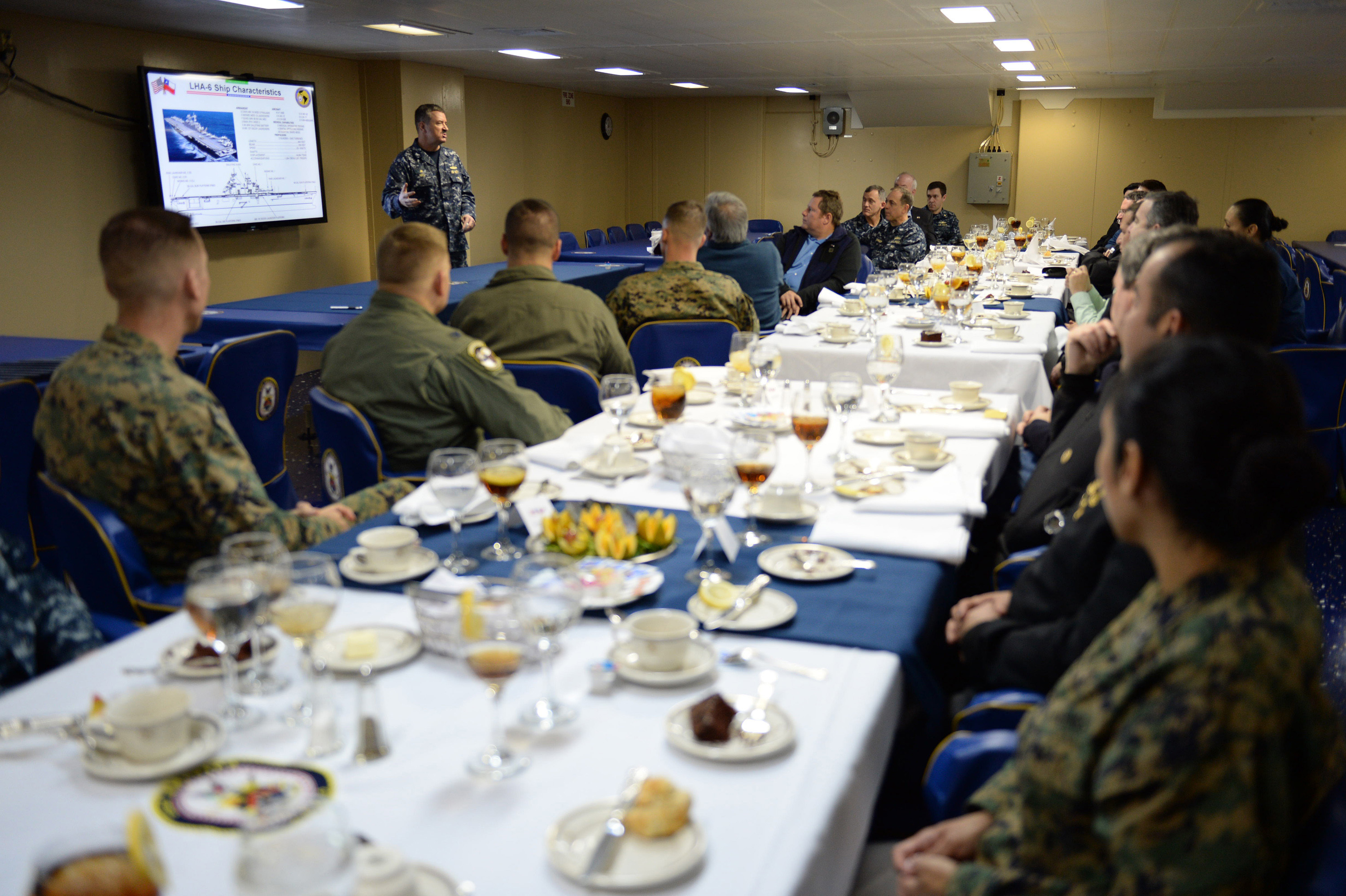
軍官會議室
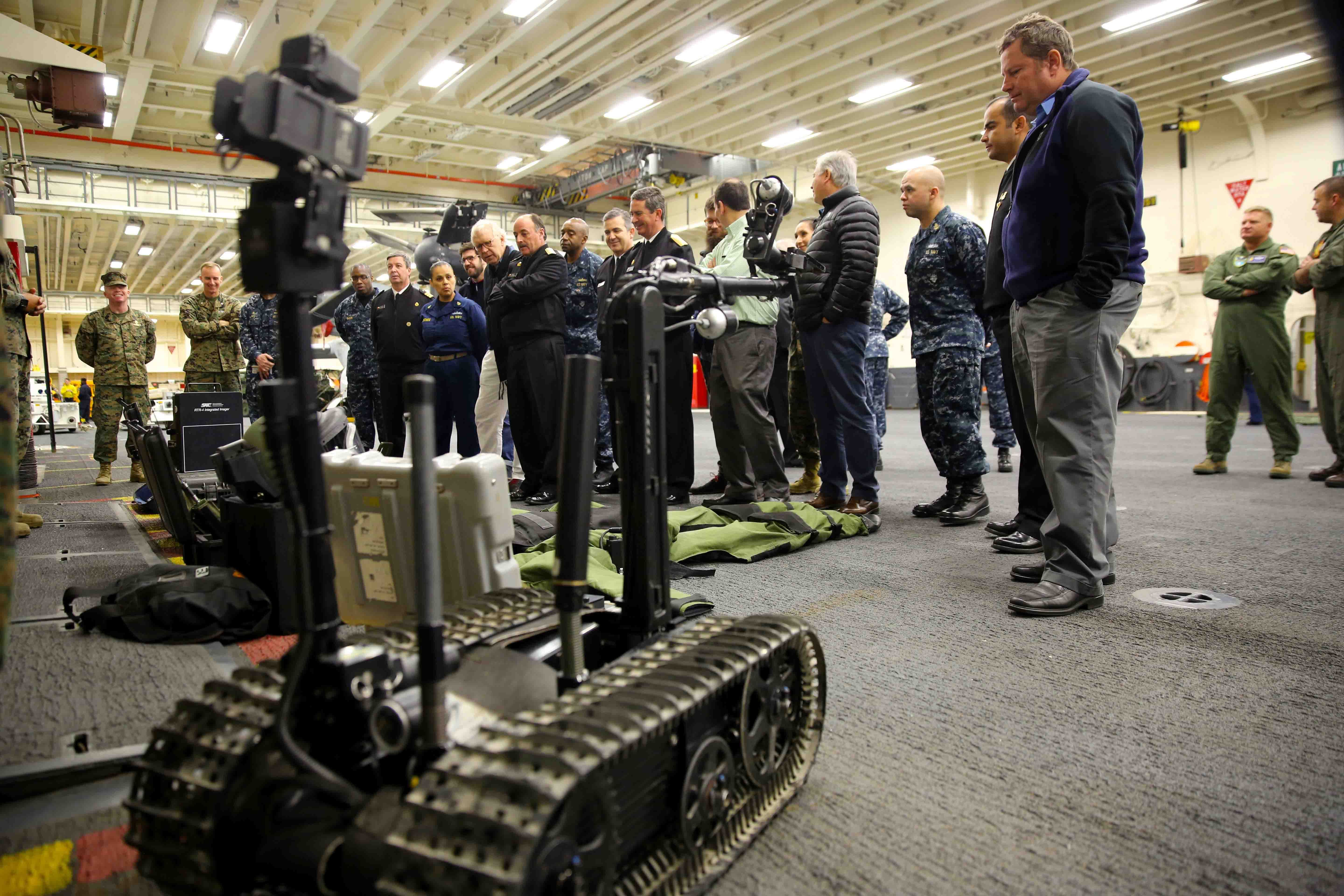
艙內拆彈機器人儲藏庫
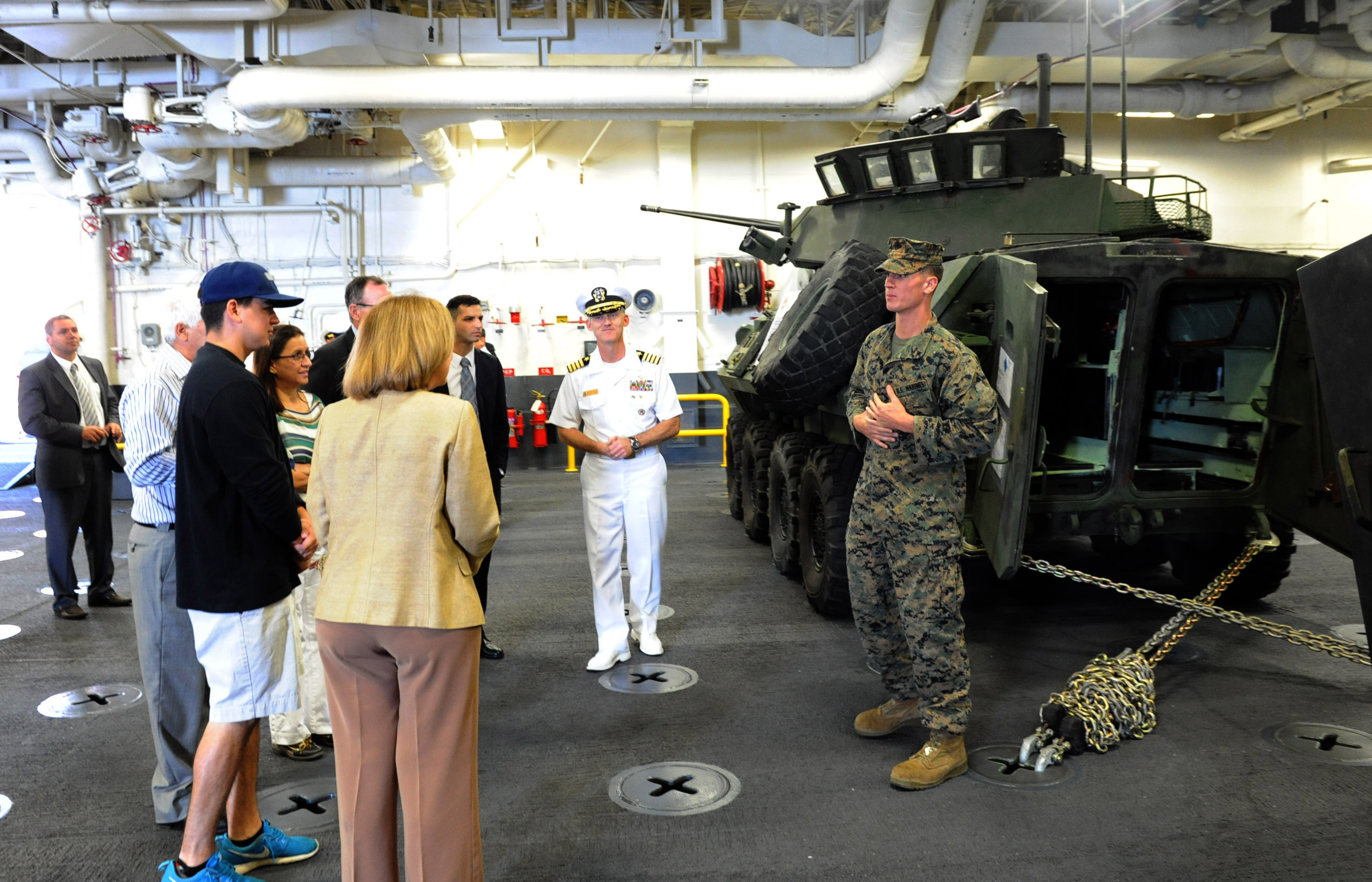
食人魚裝甲車庫
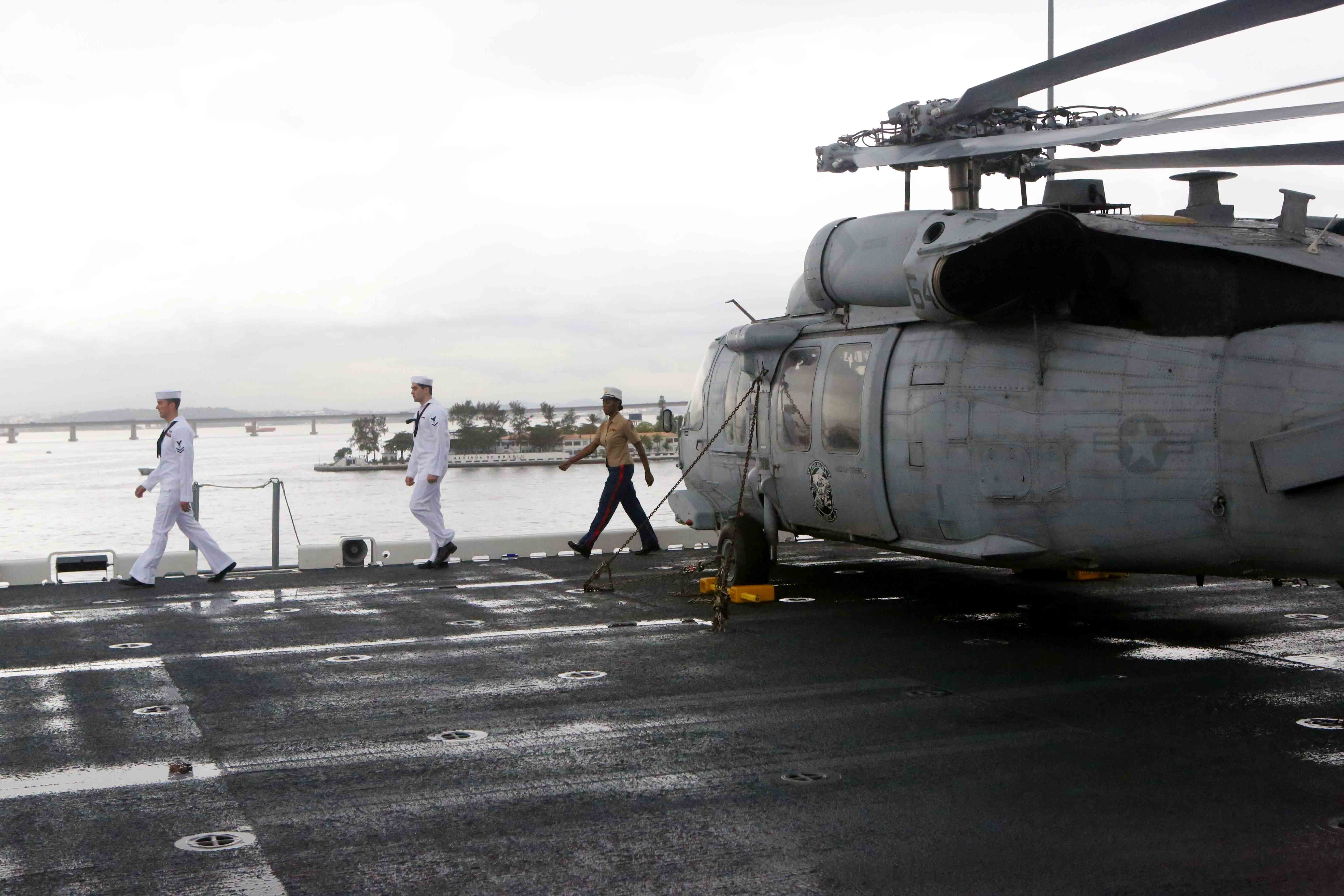
MH-60S騎士鷹直升機